# Fuentes de Andalucía
Fuentes de Andalucía es un municipio español de la provincia de Sevilla, Andalucía. Está emplazado en una fértil llanura entre los ríos Genil y Corbones, en el valle del Guadalquivir en la comarca de la Campiña.

## Geografía
Integrado en la comarca de Écija, se sitúa a 64 kilómetros de la capital sevillana. El término municipal está atravesado por la autovía del Sur A-4 entre los pK 474 y 478 así como por la carretera A-407 que permite la comunicación con Lantejuela y Osuna. 
El relieve del municipio está caracterizado por la campiña sevillana, extendiéndose desde el arroyo Madre de Fuentes, que hace de límite con La Luisiana, hasta el término municipal de Carmona y desde Palma del Río y la autovía del Sur hasta el municipio de Marchena. La altitud del territorio oscila entre los 205 metros (Cerro de San Pedro), al oeste, y los 80 metros a orillas del arroyo, al noreste. El pueblo se alza a 183 metros sobre el nivel del mar.
| Noroeste: Carmona y La Campana | Norte: La Campana y Palma del Río (Córdoba) | Noreste: Écija (exclave)       |
| Oeste: Carmona                 |                                             | Este: La Luisiana              |
| Suroeste: Carmona              | Sur: Marchena                               | Sureste: La Lusiana y Marchena |

## Historia
El término de Fuentes de Andalucía se formó en el siglo XIX, por la unión de los señoríos de Fuentes y la Monclova.
El término de Fuentes, formado a expensas de los de Écija y Carmona, está situado entre los ríos Genil y Corbones, siendo su principal artería fluvial el río Arroyo Madrefuentes, llamado Guadalbardilla por los árabes.
En terrenos del término municipal de Fuentes se constata la presencia humana desde tiempos muy remotos. Los restos arqueológicos que cubren el suelo revelan la existencia en aquellos lugares de pobladores turdetanos durante varios siglos. También en él se encuentra localizada, cerca de la Monclova, la ciudad turdulo-romana de Obúlcula, una de las ciudades béticas de la región turdetana, según Ptolomeo, cuyo nombre proviene de la ciudad turdulo-romana de Obvlco/Ibolca y significa "La Pequeña Obulco".
La villa de Fuentes fue reconquistada a los árabes hacia el año 1248 y en los repartos de Écija se le cita expresamente, apareciendo incluida en val el término de Carmona según el alboz otorgado por privilegio de Alfonso X el Sabio en 1255 a dicha ciudad. La existencia de habitantes en estos lugares en tiempos musulmanes está totalmente aceptada, debido, además de la presencia de restos arqueológicos a la existencia del Castillo de Fuentes, cuya construcción posee una marcada tendencia árabe.
Las tierras fueron repartidas entre los señores que habían contribuido a la reconquista y entre las Órdenes Militares, que ayudaban al rey a este fin. A una de éstas, la de Alcántara, se le concedieron grandes extensiones en la parte occidental, en un lugar denominado La Aljabara.
El Marquesado de Fuentes fue concedido por Felipe III, el 15 de febrero de 1606, a Gome de Fuentes Guzmán, Caballero de Santiago. A mediados del siglo XVIII el señorío y el título habían entrado en la jurisdicción del conde de Torralba.
Los terrenos de la Monclova quedaron en poder real y posteriormente fueron donados, como señorío, por Alfonso XI a Micer Egidio Bocanegra, conocido como Gil Bocanegra, decimoséptimo almirante de Castilla, prestigioso marino genovés puesto al servicio real, por su actuación en la toma de la ciudad de Algeciras, al derrotar a la armada de los pueblos norteafricanos y hacerse dueño del mar, estrechando el cerco a la ciudad hasta su total rendición.
Las Cortes de Cádiz abolieron los derechos nobiliarios y con ellos la jurisdicción Civil y Criminal sobre la Villa de los Marqueses de Fuentes. Posteriormente se unieron en un mismo municipio los territorios pertenecientes a la Villa de Fuentes y al Señorío de la Monclova constituyendo el actual término municipal de Fuentes de Andalucía, nombre que se comenzó a utilizar ya en 1778, en un documento testimonial del abogado Miguel de Padilla Infante, que después sería corregidor de la Villa, fechado el día 10 de marzo. A partir del año 1791 se generaliza dicho nombre.
Durante la guerra civil, a pesar de no sufrir batalla alguna, fue escenario de El crimen de El Aguaucho, uno de los episodios más duros de la represión. Las víctimas de dicho episodio son recordadas con un monumento erigido en 2013.
En 2022 cambió su nombre provisionalmente al de Ucrania, en solidaridad con el pueblo ucraniano y otros conflictos bélicos en el mundo.

## Geografía humana

### Demografía
Cuenta con una población de 7247 habitantes (INE 2024).
| Gráfica de evolución demográfica de Fuentes de Andalucía entre 1842 y 2021                                                                                                |
| |
| Población de derecho según los censos de población del INE Población de hecho según los censos de población del INEEn este censo se denominaba Fuentes y La Moncloa: 1842 |

### Economía

#### Evolución de la deuda viva municipal
| Gráfica de evolución de Deuda viva del Ayuntamiento de Fuentes de Andalucía entre 2008 y 2022                                |
| |
| Deuda viva del Ayuntamiento de Fuentes de Andalucía en miles de Euros según datos del Ministerio de Hacienda y Ad. Públicas. |

## Monumentos

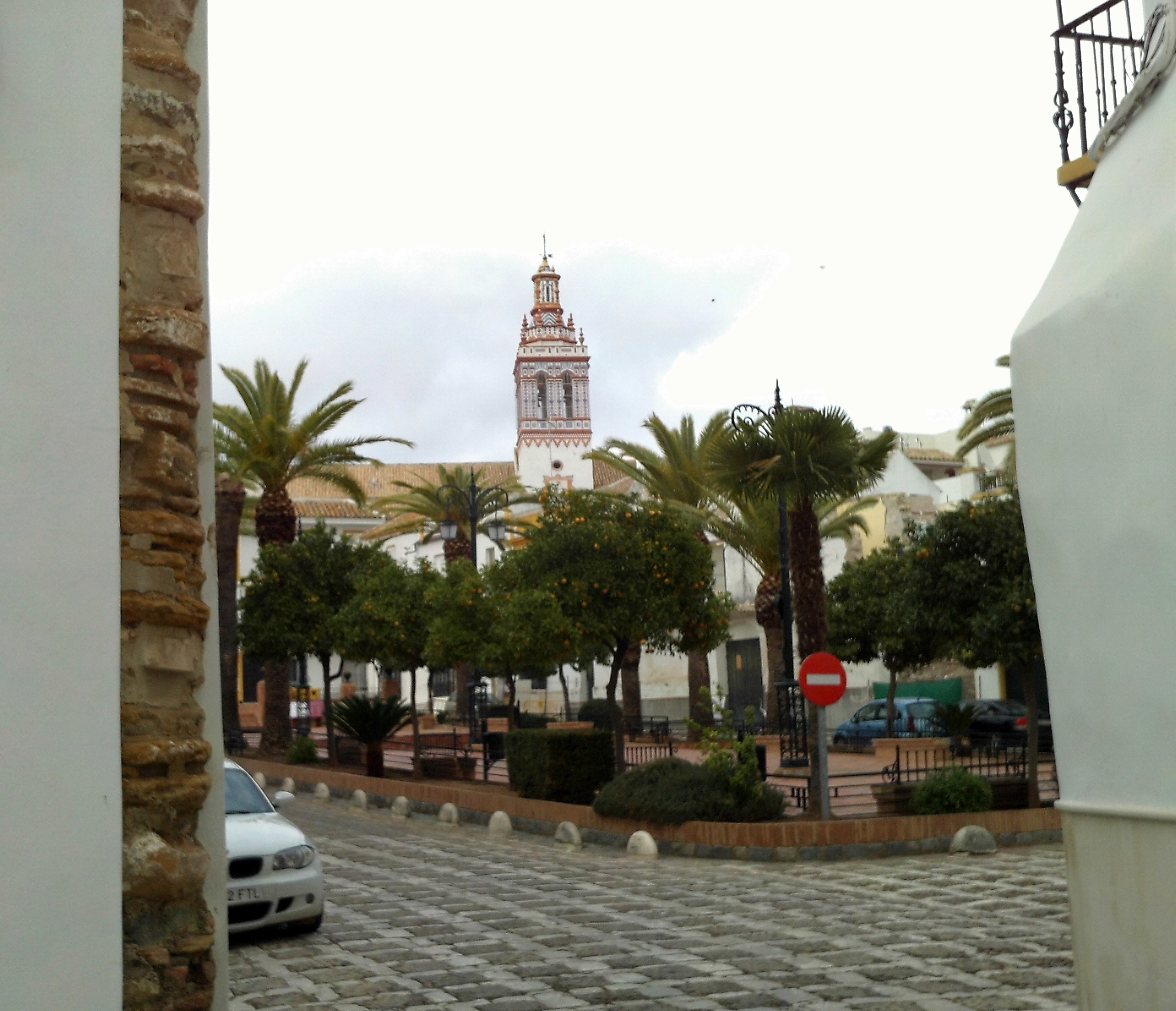
Plaza de España

- El Castillo de la Monclova de la Edad Media y que es propiedad del duque del Infantado fue castro romano, luego usado como elemento defensivo contra los musulmanes, y en el que se estrelló la última invasión islámica de los Benimerines. Con posterioridad fue bastión en las guerras entre don Pedro y don Enrique y entre los bandos de los Ponce de León y los Pérez de Guzmán. Pasadas estas confrontaciones, se convirtió en Castillo-Palacio del Señorío de Fuentes. Conserva la torre del homenaje coronada de almenas, un acceso palatino con doble cuerpo de arcos renacentistas, una crujía derecha almenada y otras tres torres almenadas, y en el interior salones, patios, y un aljibe en que se recogía el agua de la lluvia para guardada, como reserva para casos de guerras y asedios prolongados.

- Torre telegráfica de la Monclova, que fue construida a mediados del siglo XIX por el Ministerio de la Gobernación. Pertenecía a la Línea telegráfica de Andalucía para enviar mensajes del ministro a los gobernadores civiles de Sevilla y Cádiz. [consultar telegrafiaoptica.wikispace.com]

- Entre las casas que se admiran en el pueblo, se conservan algunas con fachadas barrocas y columnas rizadas, con pilastras, balcones historiados y escudos nobiliarios. Y en la parte alta, el mirador, que no es un elemento ornamental sino una necesidad económica, usado para divisar el campo y vigilar los sembrados, previniendo peligros en época de bandoleros y forajidos. La calle San Sebastián es una de las más bellas de este término. Tiene una gran afluencia de turistas de toda España, dado que muchos de sus ciudadanos emigraron en los años 70 y vuelven con sus familias.[7]

- Iglesia parroquial de Santa María la Blanca y Santa María de las Nieves, una devoción que llegó a Andalucía procedente de Italia. Devoción milagrera, que da a los templos una rica iconografía.

- Iglesia de San José, (antiguo convento de Mercedarios Descalzos).

- Iglesia de San Francisco, perteneciente a las Hermanas de la Cruz.

- Capilla de la Aurora.

- Ermita del Cristo.

- Silo – Mirador de la Campiña, antiguo silo de grano transformado en espacio cultural, mirador y restaurante

## Deporte
El polideportivo de Fuentes es un gran complejo deportivo en el que entrenan los equipos de atletismo, natación, tenis, baloncesto, fútbol sala, voleibol y pádel.[cita requerida]
El Club Deportivo de Fuentes disputa sus partidos en el estadio "El Barrancón" de césped artificial, también lo hacen allí otros clubes de fútbol locales como son el C.D. Obúlcula y La Cantera F.C. ambos con equipos solo en categorías inferiores.
Se ha construido un gimnasio municipal en la calle Carrera en Fuentes de Andalucía con lo que la oferta deportiva se verá incrementada tanto en cantidad como en calidad.
Como máximo exponente del deporte fontaniego tenemos a María Isabel Fernández Conde, jugadora de Voleibol profesional con más de 100 internacionalidades.

## Référencias
1. ↑  Ministerio de Cultura, Patrimonio Histórico
2. ↑  El crimen de las sirvientas republicanas violadas y asesinadas por unos señoritos
3. ↑  «El pueblo español Fuentes de Andalucía cambia su nombre a 'Ucrania' en solidaridad por la invasión rusa - Inicio». 16 de abril de 2022. Consultado el 17 de abril de 2022.
4. ↑  Instituto Nacional de Estadística (España). «Alteraciones de los municipios en los Censos de Población desde 1842». Consultado el 28 de abril de 2024.
5. ↑  Secretaría General Técnica, Ministerio de Administraciones Públicas (2008). Variaciones de los Municipios de España desde 1842 (1.ª edición). Madrid: Gobierno de España. Consultado el 28 de abril de 2024.
6. ↑  Deuda Viva de las Entidades Locales
7. ↑  «Diccionario de la RAE». Consultado el 26 de octubre de 2017.

- Sánchez Ruiz, Carlos, La telegrafía óptica en Andalucía, Consejería de Obras Públicas y Transportes, Sevilla 2006.